# بانک مدیسی
بانک مدیسی (انگلیسی: Bank Medici) شرکت خدمات مالی و بانکداری اتریشی است، که در سال ۱۹۹۴ تأسیس شد.